# Bilten
Bilten ali objava je kratko uradno sporočilo za javnost.

## Izrazje
Bilten je občasna informativna publikacija s sporočilom za javnost. Beseda je tujka, ki je na Slovenskem v uporabi od 20. stoletja, prevzeta iz nem. besede Bulletin, kar je izpeljano iz  frc. bulletin /poročilo, bilten/, kar je prevzeto iz it. bollettino, bullettino v enakih pomenih, izpeljano iz it. bolla /pečat/. Izhodiščni pomen današnjemu je 'uradno, s pečatom opremljeno poročilo ali objava'.